# タウンゼント・ハリス
タウンゼント・ハリス（英語: Townsend Harris, 1804年10月3日 - 1878年2月25日）は、アメリカ合衆国の外交官、初代駐日本アメリカ合衆国弁理公使、民主党員、聖公会信徒。「タウンゼンド・ハリス」とも表記される。
江戸時代後期に訪日し、日米修好通商条約を締結したことで知られる。ニューヨーク市立大学シティ・カレッジを創設した教育者でもある。

## 生涯

### 苦学の末に貿易業を開始
1804年10月3日、ニューヨーク州ワシントン郡サンデーヒル（後のハドソン・フォールズ）に父ジョナサン・ハリスの六男として生まれる。家系はウェールズ系。
家が貧しかったため、小学校・中学校を卒業後はすぐ父や兄の陶磁器輸入業を助け、図書館などを利用して独学でフランス語、イタリア語、スペイン語を習得し、文学を学ぶ。その苦学時代の体験が、長じて教育活動に目を向けることとなり1846年にはニューヨーク市の教育局長となり、1847年に高等教育機関「フリーアカデミー」（現・ニューヨーク市立大学シティ・カレッジ）を創設。自らフランス語、イタリア語、スペイン語を教えるなど、貧困家庭の子女の教育向上に尽くした。そのほか、医療や消防などの公共事業に携わる。1848年に辞職。
家業の経営が悪化したため、ハリスは1849年にはサンフランシスコで貨物船の権利を購入し、貿易業を開始する。清、ニュージーランド、インド、マニラなど太平洋を中心に各地を航行して、以前から興味を抱いていた東洋に腰を落ち着ける。1853年には日本への第1次遠征を行っていたマシュー・ペリー率いるアメリカ東インド艦隊が清に滞在しており、上海にいたハリスはペリーに対して日本への同乗を望むが、軍人でないために許可を得られなかった。

### アジアでの活動を経て初代駐日領事に
ハリスは国務長官など政界人の縁を頼って政府に運動し、1854年3月、台湾に関するレポート「台湾事情申言書」を提出。4月には寧波の領事に任命される。アメリカへ帰国したハリスは、同年に日本とアメリカとの間で調印された日米和親条約の11条に記された駐在領事への就任を望み、政界人の推薦状を得るなどして、1855年に大統領フランクリン・ピアースから初代駐日領事に任命される。ハリスは日本を平和的に開国させ、諸外国の専制的介入を防いでアメリカの東洋における貿易権益を確保を目的に、日本との通商条約締結のための全権委任を与えられる。また、シャムとの通商条約締結も命じられた。当時、イギリスの駐日公職者は母国政府から派遣されたエリート出身者がほとんどだったが、アメリカはハリスのような在住の商人らに兼任させることが多かった。
ハリスは通訳兼書記官としてオランダ語に通じたヘンリー・ヒュースケンを雇い、1856年に出発。ヨーロッパからインド経由で4月にはシャムへ到着、バンコクにおいて通商条約の締結に尽力する。さらに香港経由で8月21日（安政3年7月21日）に日本へ到着し、伊豆の下田へ入港する。

### 日米修好通商条約 締結、初代駐日公使へ

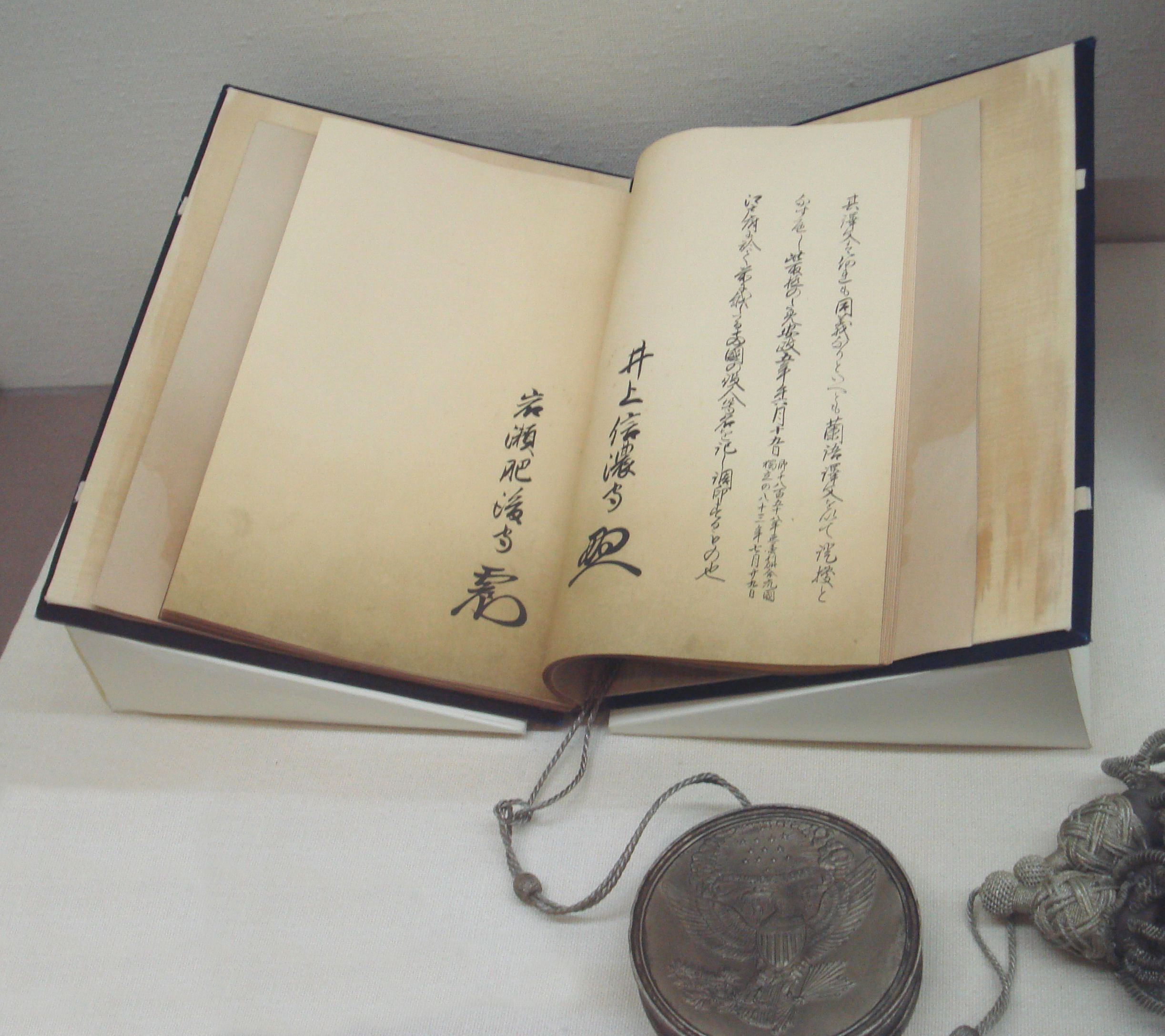
日米修好通商条約（外務省外交史料館蔵）

日本では通訳の不備などから、対応にあたった下田奉行・井上清直に入港を拒否されるなどのトラブルもあったが、折衝の末に正式許可を受け、下田玉泉寺に領事館を構える。ハリスは大統領親書の提出のために江戸出府を望むが、幕閣では水戸藩の徳川斉昭ら攘夷論者が反対し、江戸出府は留保された。下田においては薪水給与や回比率などの問題を巡り和親条約改訂のための交渉が行われ、1857年6月17日（安政4年5月26日）には下田協定が調印される。この頃からハリスは体調を崩し幕府に看護婦を要請した。幕府はハリスの籠絡を目的として芸者の斎藤きちを送り3ヶ月だけ看病に入っている（→唐人お吉）。
ハリスはたび重ねて江戸出府を要請し続けていたが、1857年7月にアメリカの砲艦が下田へ入港すると、幕府は江戸へ直接回航されることを恐れてハリスの江戸出府、江戸城への登城、将軍との謁見を許可する。ハリス、ヒュースケンらの一行は1857年10月に下田を出発し、下田の人々によって作られた手作りの星条旗を掲げ、公式の使節として200マイルの道程を江戸に向かった。移動に際して東海道は幕府によって一般の通行が規制されたが、ハリスが江戸に着く頃には多くの群集が米国総領事の到着を一目見ようと集まった。江戸では蕃書調所に滞在して登城の日取りが決められ、12月7日（旧暦10月21日）に登城し、13代将軍徳川家定に謁見して親書を読み上げている。将軍を前に、穏やかで落ち着いたハリスの態度は同席した日本人に感銘を与えた。
1858年（安政5年）には大老となった井伊直弼が京都の朝廷の勅許無しでの通商条約締結に踏み切り、日米修好通商条約が締結された。ハリスは軍事力を使うことなく、自らの決断力と幕府の役人達の協力を得て、条約署名という使命を果たすことに成功したのだった。これによりハリスはブキャナン大統領より任命され初代駐日公使となり、下田の領事館を閉鎖して、1859年7月7日（安政6年6月8日）に江戸の元麻布善福寺に公使館を置く。ハリスは、日米修好通商条約に本国人の宗教の自由を認め、居留地内に教会を建てて良いとする第8条を加えたが、これによって宣教師の来日が可能となった。

### 長崎訪問、長崎米国領事選任と学校開設・ミッション支援
1859年4月下旬にハリスは長崎を訪問しており、5月初めに、既に長崎で活動を開始していたアメリカ人商人の一人でニューヨーク出身の実業家ジョン・G・ウォルシュを長崎の米国領事に選任した。ウォルシュは最初の長崎米国領事館を広馬場の日本人居住区に設立した。
ハリスは米国聖公会の熱心な信徒であるとともに、ニューヨーク市立大学シティ・カレッジを創設した教育者でもあり、日本で米国聖公会が学校を開設することの勧告と支援を行ってきた。このハリスの長崎訪問と同時に、プロテスタント日本初となる米国聖公会宣教師のジョン・リギンズが同年5月2日に長崎に来日し、ハリスの支援のもとで、長崎奉行・岡部駿河守長常の要請から聖公会の長崎私塾（立教大学の源流）を開設し、同年6月25日に来日したチャニング・ウィリアムズとともに、英学教育を開始した。こうして、ハリスは長崎でもアメリカの活動拠点の構築、整備、ミッション支援を進め、日本とアメリカとの外交基盤を整えていった。

### 開市の延期活動

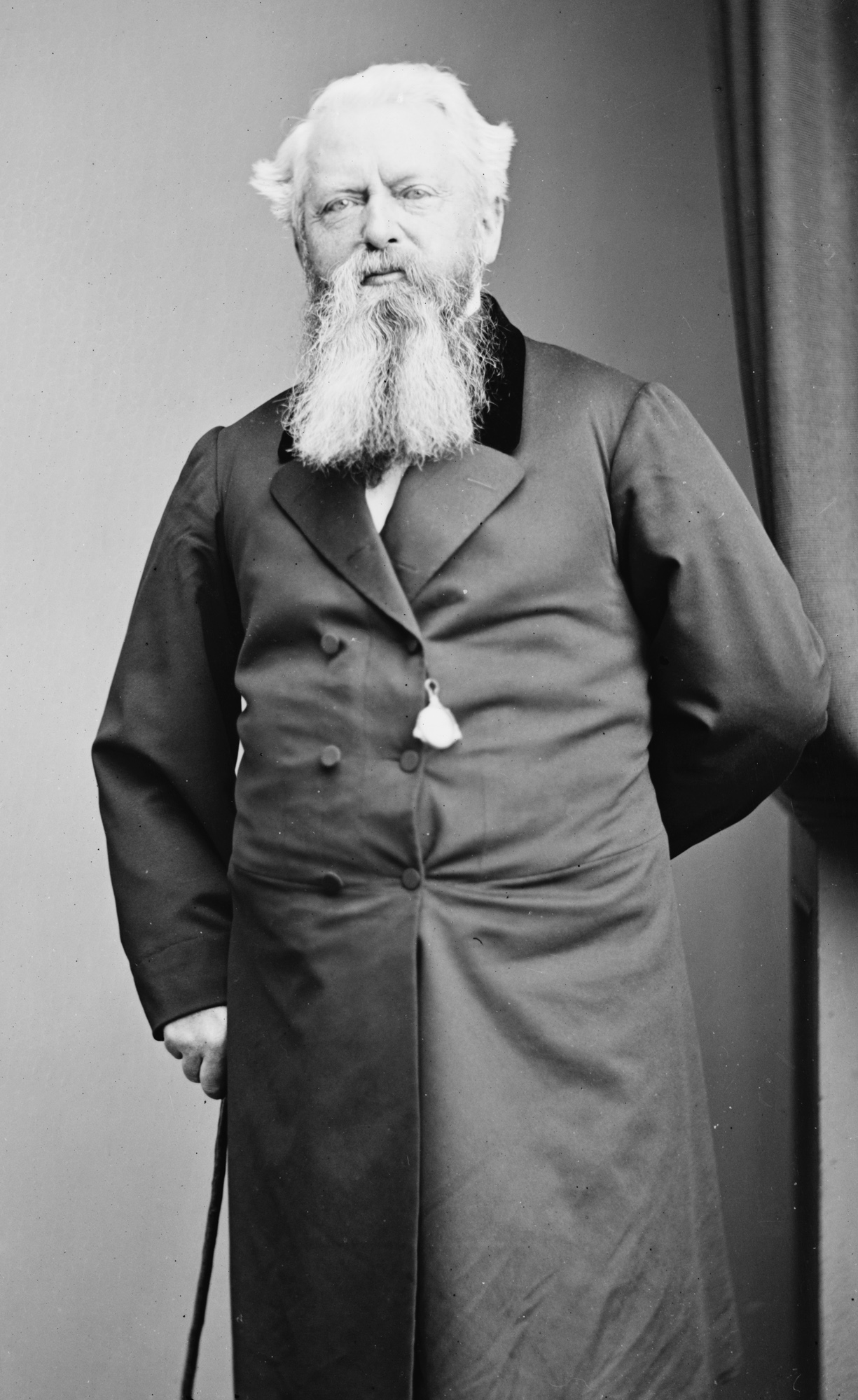
タウンゼント

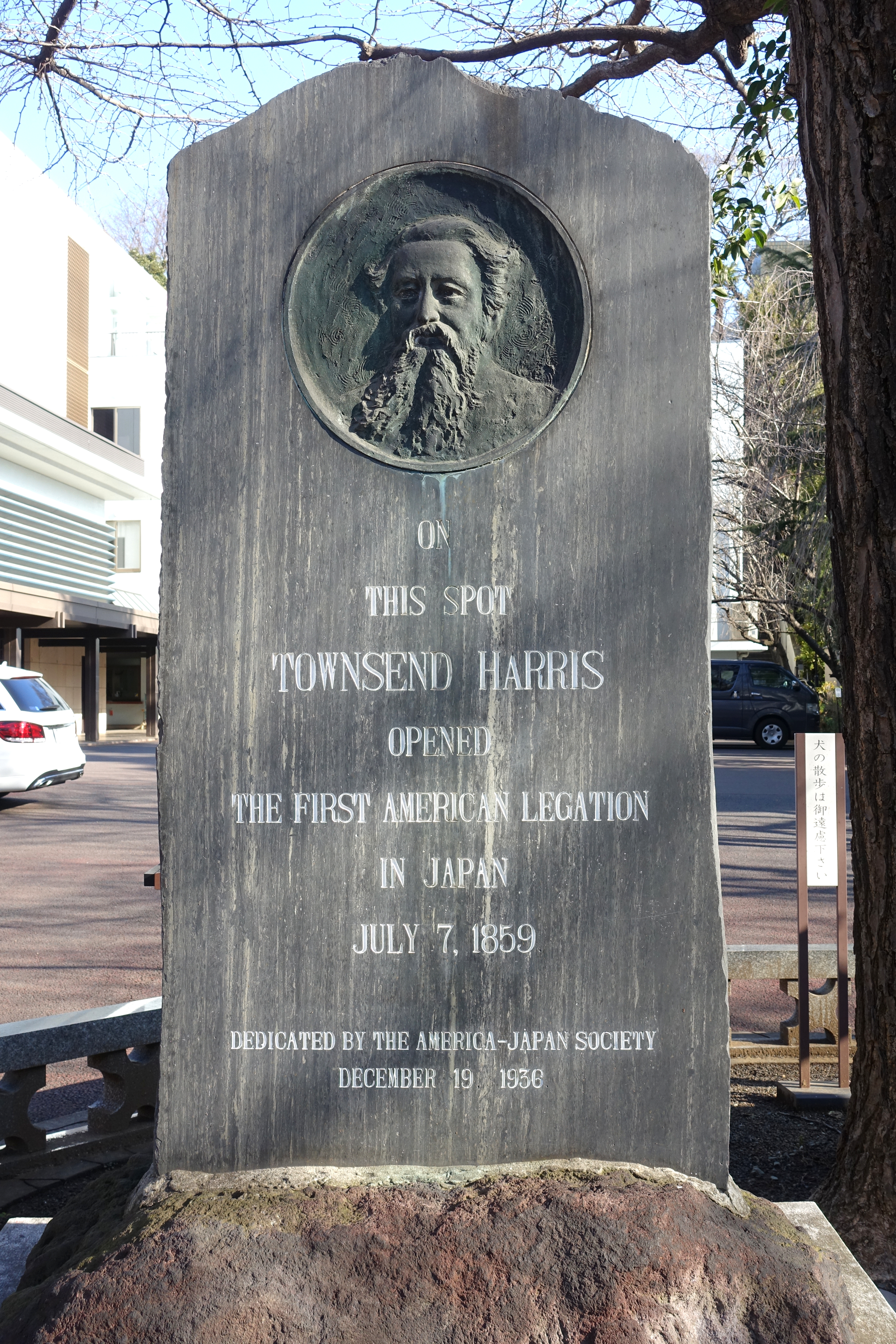
ハリス顕彰碑（善福寺境内）

1860年8月1日、アメリカ国務長官ルイス・カスに対して書簡で、通商条約により再来年に控えた江戸の開市（1862年1月1日の予定）の延期を進言した。実は下田に着任した当時、ハリスへの襲撃未遂事件があり、以降も攘夷による在留外国人に対する襲撃や焼き討ちが相次ぎ、また孝明天皇からの条約勅許はいまだ幕府から出ておらず、現在の幕政下での開市は時期尚早と判断していた。10月31日（万延元年9月18日）、ハリスは老中安藤信正と会談し、急すぎる開市の延期を希望していた幕府との思惑とも一致し、また翌1861年1月14日（万延元年12月4日）にはヒュースケンが殺害される事件がおき、ハリスは確信に至ったと思われる。5月2日（文久元年3月23日）、将軍家茂名での「七年間の両都・両港の開市・開港の延期を要求する直書」が各国公使に出されると、ハリスはヒュースケン後任のアントン・ポートマンに翻訳させて5月8日（文久元年3月29日）付けでアメリカ本国へ急激なインフレが進行している旨と併せて報告した。
8月1日（文久元年6月25日）付けでエイブラハム・リンカーン大統領、ウィリアム・スワード国務長官から家茂宛の書簡がハリスに届くが、内容はヒュースケン殺害の補償までは開市延期を含む一切の譲歩はしないというものだった。ハリスは幕府の正信や久世広周と交渉して補償の合意を取り付けた後、11月27日にオールコックに5年間の開市延期の自由裁量を得たことを通知、12月6日、家茂に面会してリンカーンの親書を直接手渡し、12月14日（文久元年11月13日）に幕府から補償が実行された。12月28日、正信にはイギリス以外の各国の自国民にも併せて開市の延期を通達したと書簡で報告された。これは予定されていた開市のわずか3日前だった。この後、文久遣欧使節とイギリスとの間でロンドン覚書（1862年6月6日）、パリ覚書（同年10月2日）など、各国とも開市延期に同意している。

### 帰国
1862年（文久2年）には病気を理由に辞任の意向を示した。幕府はハリスに大変感銘を受けたとして彼の留任を望み、米国政府に任期延長を求める書簡も送ったが、アメリカ政府の許可を得て4月に5年9か月の滞在を終えて帰国。辞任の理由に関しては、ハリスの日記にかねてからの体調不良があることや、また自分とは党派が異なる共和党のリンカーンが大統領で、南北戦争の故郷の心配があったことなども指摘されている。後任はロバート・プルインで、5月17日には着任して家茂に謁見している。
帰国後は業績を表彰され、1867年には議会はハリスに対する生活補助金の支給を可決している。特に公職には就かず、動物愛護団体の会員などになった。1876年には保養地のフロリダ州に移住し、1878年2月25日に74歳で死去。生涯独身であったため、姪が法定相続人となった。
ハリスが日本滞在中に書き残した書状や所有物等は、ニューヨーク市立大学の図書館に保存されており、その中にはハリスの日記や、公式文書、下田の総領事館に立てた米国旗もある。現在もニューヨーク市立大学と下田市の交流は続いており、過去15年間、下田市の代表団が毎年同大学を訪問している。
墓所はニューヨーク市ブルックリン区のグリーンウッド墓地。ハリスの墓には、日本の石の灯篭が建てられ、桜の木も植わっており、墓石には彼の功績と日米通商条約締結の成功を称え、「アメリカ国民だけでなく日本国民にも満足を与えた」と記されている。

### 没後の顕彰
1925年に下田の玉泉寺を訪れたアメリカの実業家ヘンリー・ウォルフはタウンゼント・ハリスの記念碑建立を思い立ち、渋沢栄一に協力を依頼した。渋沢はこの申し出を受けて記念碑の設計や資金集めに尽力し、1927年9月に記念碑が玉泉寺境内に建てられた。

## 人物

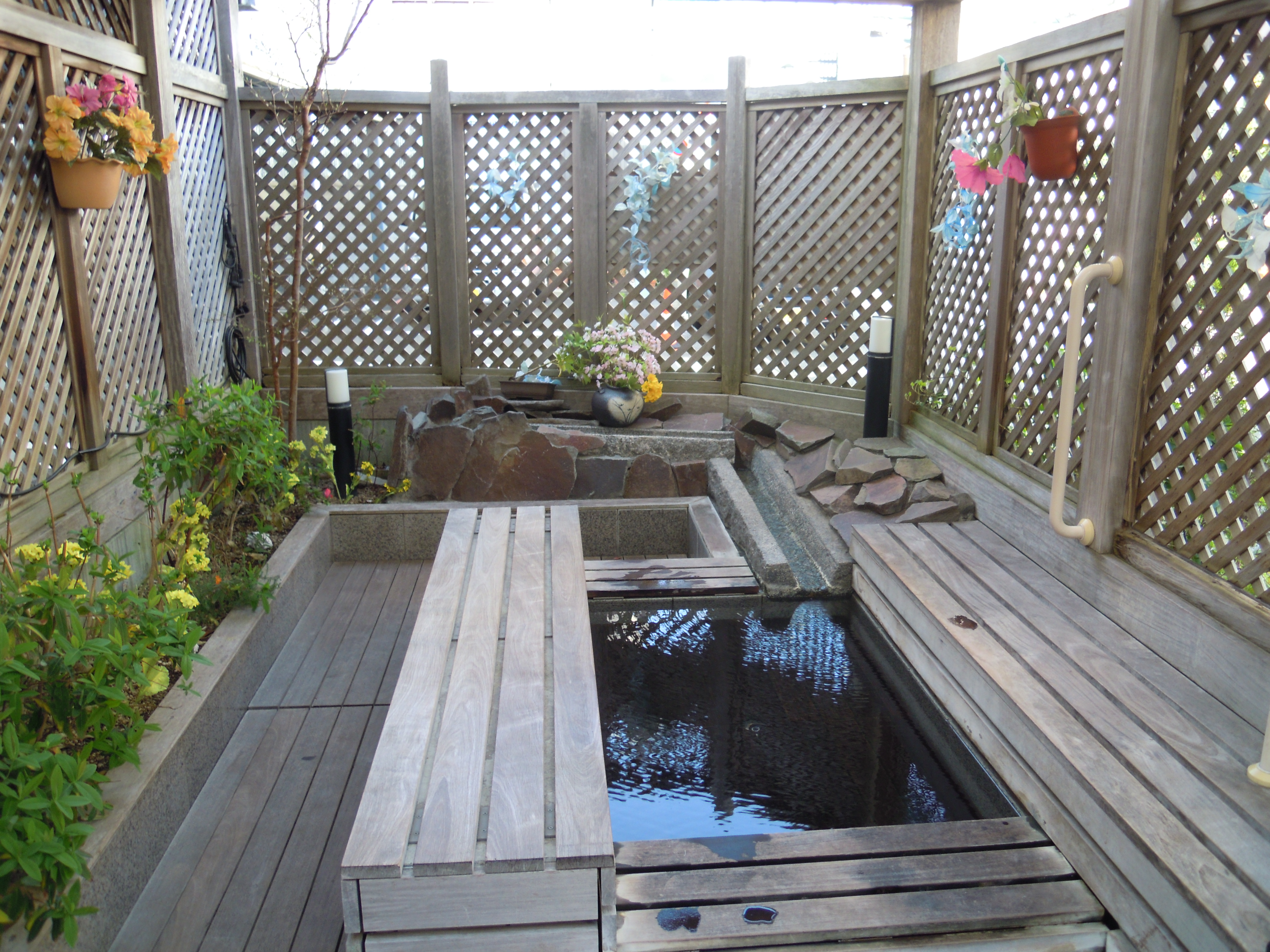
ハリスの足湯（静岡県下田市）

- アメリカ合衆国では、1847年設立のニューヨーク市「フリーアカデミー」（現在のニューヨーク市立大学シティカレッジ）の創設者として知られる。現在もニューヨーク市立大学シティカレッジ図書館には、ハリスが日本駐在時に作らせたとされる最初の日本製星条旗を始め、書き残した書状や所有物などが展示、保存されている。
- 駐日領事時代に、幕府はハリスの江戸出府を引き止めさせるため、ハリスとヒュースケンに対して侍女の手配を行う。役人はハリスを篭絡しようと芸者のお吉という名の女性を派遣した。役人の意図を見抜いたハリスは大変怒り、お吉をすぐに解雇している。ハリスが生涯独身であったことなどから後世に誤った風説が加わり、昭和初期には「唐人お吉」としての伝説が流布し、小説や映画の題材にもなった。
- 大の牛乳好きである。ハリスが体調を崩した際、牛乳を欲しがったがなかなか手に入らず、侍女として雇われていたお吉が八方に手を尽くし、ようやく下田在の農家から手に入れ、竹筒に入れて運んで飲ませたという記録が残っている。この記録によると、その価格は8合8分で1両3分88文と非常に高価で、当時の米俵3俵分に相当したという。牛乳を公式に売買して飲用した記録は、日本ではこれが初めてだという。これを記念して、玉泉寺には「牛乳の碑」が建てられている。
- ヒュースケン殺傷事件など日本の攘夷派の外国人襲撃行動に対し、イギリス、フランス、プロイセン、オランダの4か国代表は江戸幕府に対し共同して厳重な抗議行動をとったが、ハリスはこれに反対し、抗議行動には加わらなかった。
- 下田では暇さえあれば周辺を散策していた。健康面ではあまり恵まれず吐血などの体調不良に悩まされていたが、いざ交渉の場になると精力的になり下田奉行らを悩ませた。また、道端の草花を見ながら故郷に思いをはせることもしばしばあった。
- 1856年（安政3年）に下田御用所において日本貨幣とアメリカ貨幣との交換比率について幕府側と交渉を行った際、ハリスは金貨も銀貨も「同質同量の原則」すなわち、1ドル銀貨（英語版）は同じ質量に相当する一分銀3枚と交換すべきと主張し、一方幕府側は1ドル銀貨の地金価値は双替方式により銀16匁に相当するから一分銀1枚であると主張し対立した。最終的にハリスの主張が通され、日本で1ドル銀貨を一分銀3枚に両替しそれを金小判に両替した後に持ち出し海外で売りさばくと暴利が得られることとなり、短期間のうちに多額に上る小判が日本国外へ流失した。その過程でハリス自身も小判を買い漁り、それを上海などで売却して利鞘を稼ぎ、私腹を肥した。然る後に幕府に対策を助言し、万延小判への改鋳によって混乱は終息するも、この過程でおびただしい金が日本から流出した（幕末の通貨問題参照）。
- ハリスと同じ時期に日本で暮らした商人のフランシス・ホールは、その日記のなかで、いかにハリスが居留地のアメリカ人の間で嫌われていたかについて書き、下品な噂話まで記した[15]。
- アヘンについてアメリカ側から禁止にするように提案した。これはイギリスのアヘン貿易を牽制したためである。[16]。

## ペリー宛の手紙
ハリスは日米和親条約を締結して、日本との外交を切り拓いたマシュー・ペリーに対して複数回に渡って書簡を送っており、ペリーの偉業に対しての尊敬の想いと自身が日本で経験する内容とともに日米和親条約に続く日米修好通商条約の交渉経緯を伝えた。
ハリスは江戸の蕃書調所で日本側全権の下田奉行・井上信濃守と目付・岩瀬肥後守と日米修好通商条約と貿易章程の交渉を終えて、幕府の用意した蒸気軍艦・観光丸で下田へ戻る途中に、条約文の合意までに到る経緯について想いが詰まった内容を長文でペリー宛ての書簡に綴った。しかし、この書簡についてはハリスが手紙を書いた3日前の1858年（安政5年）3月5日に、ペリーはニューヨークの自宅で亡くなって読まれることはなかったが手紙は1858年12月12日付けのニューヨーク・ヘラルド紙の第8面に掲載され、ペリーに続き日米外交を先導したハリスの想いが手記によって米国民に伝えられた。

ハリスにはペリーから、ペリーの日本遠征の記録をフランシス・M・ホークス牧師が纏めた著作である『日本遠征記』が贈られており、1857年（安政4年）10月27日に下田からペリー宛てにハリスが日本に来たいきさつと、この贈られた『日本遠征記』を読み、自分の日本観との比較や今後の日本側との交渉の行く末などにも言及した書簡を送っている。ペリーは自身の遠征に同行した米国聖公会のジョージ・ジョーンズ（ジョージ・ジョンズ）牧師へ自身のサインが入った『日本遠征記』の初版本を送っているが、この書が金沢大学附属図書館に所蔵されている。

## 日本人への評価
他にもハリスは「喜望峰以東の最も優れた民族」と好意的で、下田の町も「家も清潔で日当たりがよいし、気持ちもよい。世界のいかなる土地においても、労働者の社会の中で下田におけるものよりもよい生活を送っているところはほかにあるまい。」とそれぞれ日記に称賛気味に書いている。しかし、風呂の混浴の習慣は謹厳なハリスにとって耐えきれないもので「このような品の悪いことをするのか判断に苦しむ。」と述べている。

## 日米国際貿易開始の意義と勧告
ハリスは、1857年(安政4年）10月26日に幕府の老中堀田正睦との会見の席で、日米国際貿易開始の意義を語った。一つ目に、この50年来、西洋世界が大きく進化した原動力に、蒸気船と電信機の発明がある点と、二つ目に、これらの発明により、世界を結ぶ距離が時間的に短くなった結果、交易が盛んとなり西洋各国が豊かになったことを説明し、日本がアメリカをはじめ各国と通商関係を結ぶことを薦めた。さらに、ハリスは、江戸とワシントン間が海底ケーブルで結ばれれば、ほんの一時間ほどで応答可能になるとも説明した。既に、1830年代に、大西洋に欧州とアメリカ間のケーブル敷設が試みられており、その後、1865年には上海にまで到達し、遣欧使節団もその恩恵に預かることとなった。江戸幕府も1867、68年(慶応3、4年)には江戸・横浜間を電信機で繋ぐことを検討したが、明治維新により断念した。次いで、1871年(明治4年)に、上海と長崎間に海底ケーブルが敷設され、ついに日本はグローバルな通信網に加わることとなったが、ハリスは既に日本の将来を見据えて、通商交渉を行い、日本にアドバイスを行った。

## 登場作品
- 建国史 尊王攘夷（1927年）
- 黒船（1958年）演：ジョン・ウェイン
- 花の生涯（1963年）演：久米明
- 花の生涯（1974年）演：ジェームス・キャロル
- 必殺仕事人ワイド 大老殺し（1987年）演：大月ウルフ
- 花の生涯 井伊大老と桜田門（1988年）演：ジョン・ワード
- 新選組!（2004年）演：マーティ・キーナート
- 花燃ゆ（2015年）演：リー・ロングショー
- 西郷どん (NHK大河ドラマ)（2018年）演：ブレイク・クロフォード
- 陽だまりの樹
- ギャグマンガ日和「ハリスインパクト」
- 妖魔伝説 第四、五巻（妖貴妃　2023年　つむぎ書房）
- 『妖魔伝説　第6巻』（妖貴妃、2023年　TEMMA BOOKS）ISBN 9784911105047
- 『妖魔伝説　第7巻』（妖貴妃、2023年　TEMMA BOOKS）ISBN 9784911105115
- 『妖魔伝説　第8巻』（妖貴妃、2023年　TEMMA BOOKS）ISBN 9784911105139
- 『妖魔伝説　第9巻』（楊貴妃、2024年　TEMMA BOOKS）ISBN 9784911105146